# هواپخش

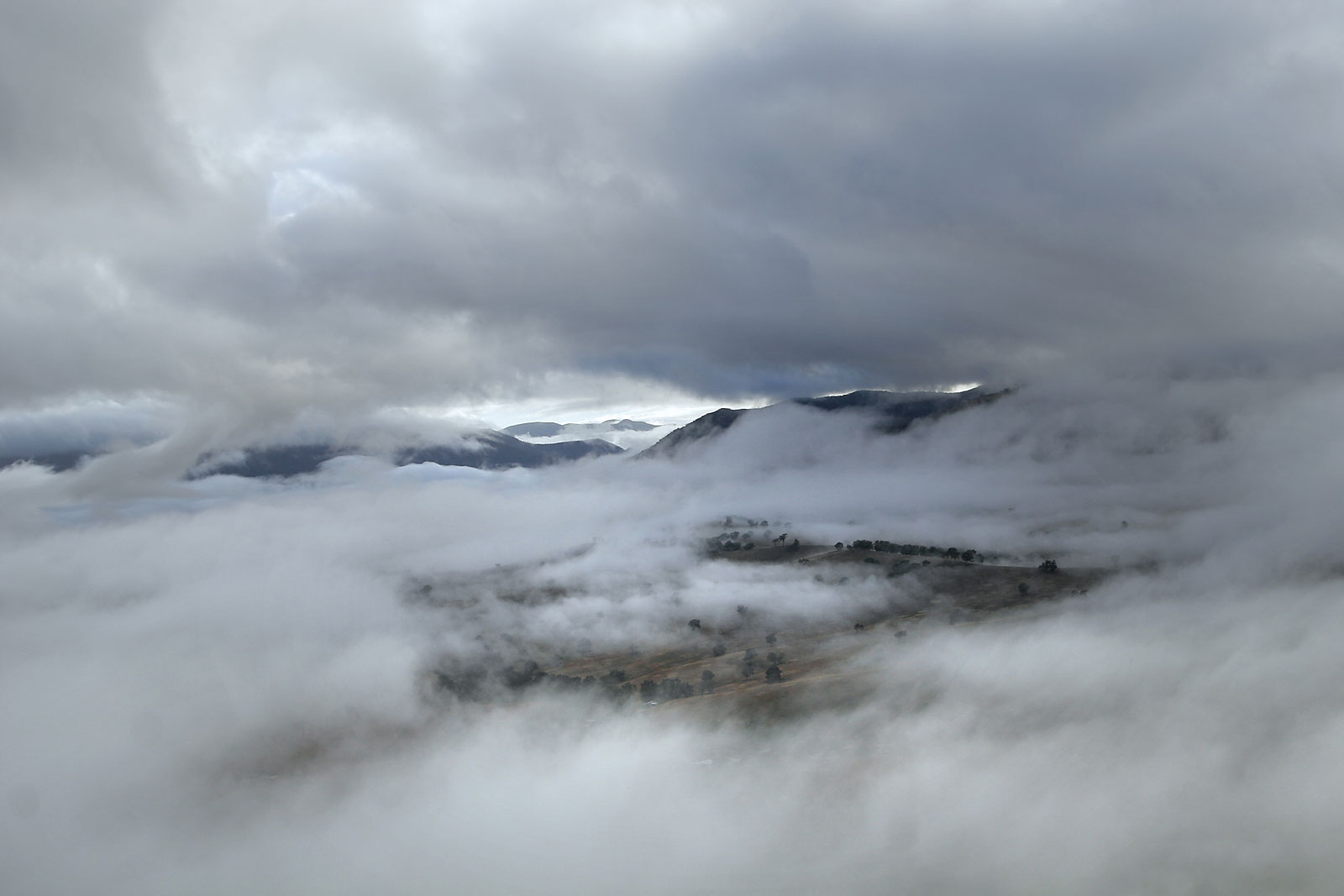
تنک‌مه و مه از انواع هواپخش‌ها هستند.

هواپخش، هواویز یا آئروسل (به انگلیسی: Aerosol) به سوسپانسیون ذرات جامد یا قطره‌های مایع در گاز گفته می‌شود. به‌طورکلی منظور از هواپخش ذرات گرد و غبار معلق در هواست. دود، ریزگرد اقیانوسی، آلودگی هوا، و مه دود امثالی از هواپخش هستند. در گفتگوی عامّه معمولاً منظور از واژهٔ هواپخش، افشانهٔ هواپخش است.

## مثال‌هایی از ائروسل
رنگ‌ها، صیقل دهنده‌ها، بوبرها، خوشبوکننده‌ها، حشره کش‌ها، خمیر ریش‌ها و پاک‌کننده‌های اجاق گاز انواع موادی هستند که با هواپخش پاشیده می‌شوند.

## ساختار
هواپخش از یک ظرف فلزی ساخته شده است که ته آن را برای مقاومت در برابر فشار زیاد مواد متراکم داخل ظرف، فرورفته می‌سازند. در بالای ظرف یک شیپوره پلاستیکی جای دارد که به یک شیر و پستانک وصل است. لوله‌ای از این شیر و پستانک، تقریباً تا ته ظرف ادامه دارد. درون ظرف، از ماده‌ای که باید پاشیده شود (مثلاً شیشه پاک کن) و ماده‌ای موسوم به "پاشنده" پر است. این ماده پس از پاشیدن به گاز تبدیل می‌شود. این گاز (گاز حاصل پاشیده شدن "پاشنده") با فشار دادن ناوک، رنگ، صیقل دهنده یا هر مادهٔ دیگری را که درون ظرف است از سوراخ ناوک به بیرون می‌راند و به این ترتیب عمل پاشیدن صورت میگرد.

## بهداشت
مواجههٔ طولانی‌مدت با انواع خاصی از هواپخش، مانند سیلیس، آزبست، و ذرات دیزل می‌تواند برای سلامتی افراد بسیار خطرآفرین باشد. ذرات گرد و غبار معمولی که با چشم دیده می‌شوند، در صورت ورود به مجرای تنفسی انسان توسط پرزهای ریزی که در این مجرا وجود دارند جذب شده، و سرانجام بر اثر حرکات ویژهٔ رو به بالای این پرزها به صورت مخاط از بینی خارج می‌شود. این ذرات نسبت به هواپخش‌ها ابعاد بسیار بزرگ‌تری دارند و به همین دلیل در لابه‌لای پرزهای بینی گیر می‌کنند؛ اما هواپخش‌ها که ذراتی میکرونی و فوق‌العاده کوچک هستند، به راحتی می‌توانند از سراسر دستگاه تنفس، از جمله نای، نایژه‌ها، و نایژک‌ها عبور کنند و سرانجام در کیسه‌های هوای درون شش‌ها زندانی گردند. این ذرات پس از محبوس شدن در کیسه‌های هوا به آن آسیب می‌رسانند و موجب خون‌ریزی آن و بیماری‌های خطرناکی همچون سیلیکوزیس، آزبستوزیس، و شش سیاه می‌شوند.

## اثرات بر روی اقلیم
بخش بزرگی از هواپخش مصنوعی از ذرات سولفات حاصل از سوختن سوخت فسیلی تشکیل یافته است، این ذرات می‌توانند با جلوگیری از رسیدن نور خورشید به زمین، اقلیم را سردتر کرده، و تا حدی از پدیدهٔ گرم شدن زمین - ناشی از گازهای گلخانه‌ای مانند کربن دی‌اکسید - جلوگیری کنند.